# 상하이 코뮈니케

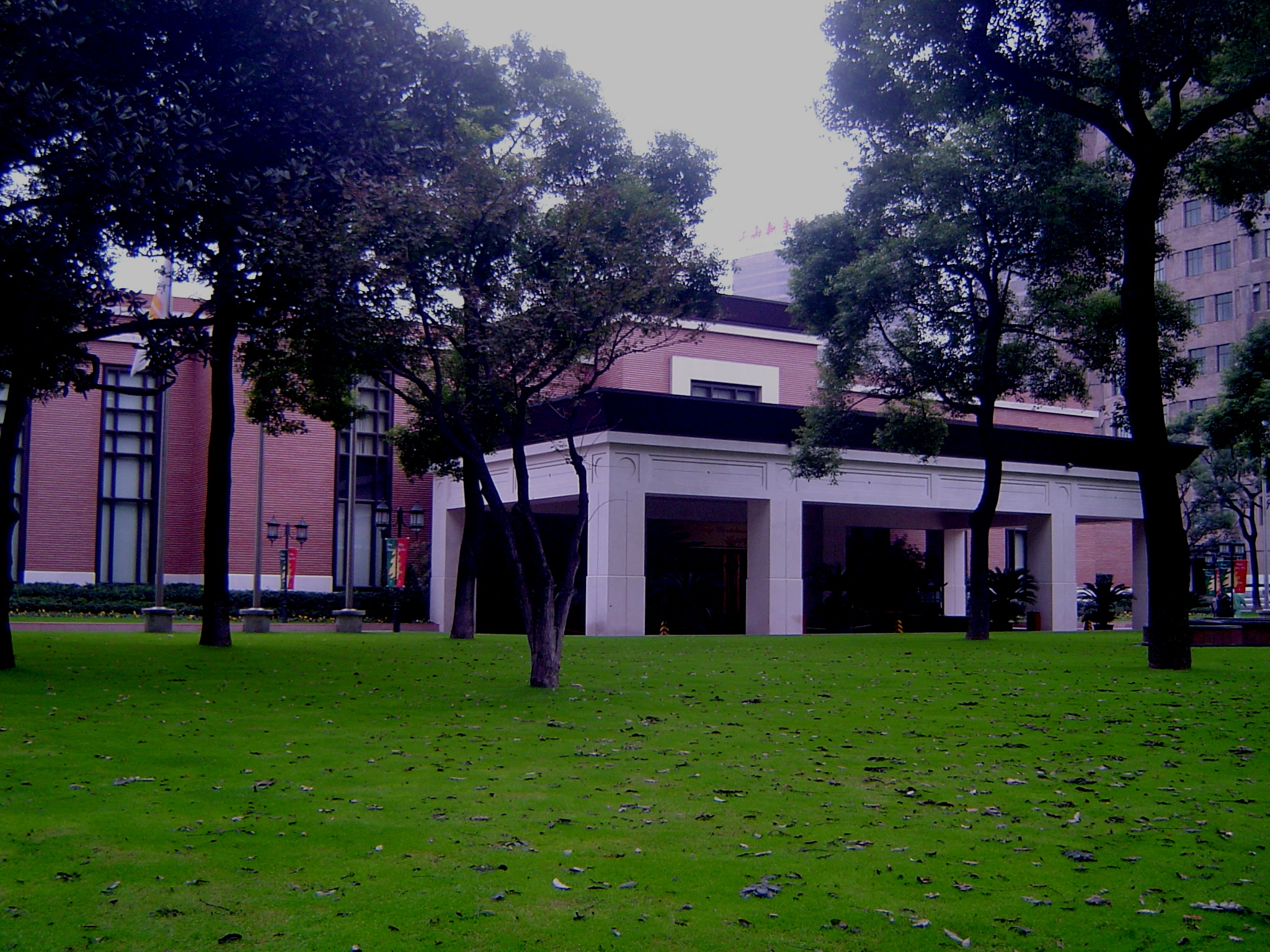
상하이 공동 성명이 발표된 진장 호텔

상하이 코뮈니케(Shanghai Communiqué)는 1972년 2월 28일 미국과 중화인민공화국이 공동 발표한 외교 성명으로, 정식 명칭은 미합중국과 중화인민공화국의 공동 코뮈니케(Joint Communiqué of the United States of America and the People's Republic of China)이다.
1972년 2월 21일부터 2월 28일까지 있었던 리처드 닉슨 미국 대통령의 공식적인 중화인민공화국 방문 중에 채택되었으며 외교 관계의 수립과 아시아·태평양 지역의 평화, 타이완 문제 등에 대한 내용을 담고 있다. 미국과 중화인민공화국 간의 경제, 문화 교류 확장을 희망한다는 내용도 담고 있지만 구체적인 과정은 언급하지 않았다. 이 성명에서 미국은 타이완에 주둔하고 있는 미군의 단계적인 철수를 약속했다.
중국정권 수립 후 적대관계를 계속해 오던 미국은 1971년의 '핑퐁외교' 이후 이듬해의 닉슨 중국 방문, 1973년의 워싱턴·북경 연락 사무소 개설 등의 급격한 변화를 꾀해 나갔다.

## 같이 보기
- 핑퐁 외교